# Olli Immonen
Olli Juhani Immonen, född 18 februari 1986 i Nivala, är en finländsk politiker (sannfinländare). Han var ledamot av Finlands riksdag 2011–2023.
Immonen omvaldes i riksdagen i riksdagsvalet 2015 med 4 964 röster från Uleåborgs valkrets.